# West Deer
West Deer è una township degli Stati Uniti d'America, nella contea di Allegheny nello Stato della Pennsylvania. Secondo il censimento del 2000 la popolazione è di 11.563 abitanti.

## Società

### Evoluzione demografica
La composizione etnica vede una prevalenza della razza bianca (98,94%) seguita da quella afroamericana(0,29%), dati del 2000.
| township di West Deer Popolazione |        |
| 2000                              | 11.563 |
| Stima al 01-07-07                 | 11.950 |